# On eST
『on eST』(オン エスト)は、SixTONESのライブ・ビデオ。2021年10月20日にSony Music Labelsから発売。

## 概要
2021年1月リリースのアルバム『1ST』とあわせて開催されたライブツアー『on eST』の横浜アリーナ・6月7日公演の模様を収録。
初回盤ディスク2には特典映像として、メンバー6人がライブ映像を鑑賞し裏話等をトークする「ビジュアルコメンタリー」とライブ限定だった「うやむや」MVのフル尺を収録。また、YouTubeで公開された「Strawberry Breakfast」「Lifetime」のMV（YouTube ver.）と、それらメイキングの完全版もあわせて収録されている。
通常盤の特典映像には、事前リハーサルから急遽の無観客配信ライブ、有観客ライブの再開と横浜公演での5thシングル「マスカラ」の発表、ツアーファイナルでの初披露までといったツアーの裏側をドキュメンタリーとして収録している。

## 収録内容

### DISC1
※通常盤・初回盤共通
on eST 2021.06.07 YOKOHAMA ARENA
1. Mad Love
2. Dance All Night
3. NAVIGATOR
4. Telephone 1ST ver.
5. S.I.X
6. Special Order
7. Call me
8. My Hometown
9. ってあなた
10. So Addicted
11. NEW WORLD
12. "Laugh" In the LIFE
13. 僕が僕じゃないみたいだ
14. EXTRA VIP
15. Coffee & Cream
16. Lemonade
17. Strawberry Breakfast
18. Bella
19. RAM-PAM-PAM
20. NEW ERA
21. Imitation Rain
22. ST
23. Lifetime

[ENCORE]
1. うやむや
2. この星のHIKARI

### DISC2

#### 初回盤
1. メンバーによる「on eST」ビジュアルコメンタリー
2. うやむや -Music Video-
3. Strawberry Breakfast -Music Video for YouTube-
4. Lifetime -Music Video for YouTube-
5. Strawberry Breakfast & Lifetime -Music Video Making– (完全版)

#### 通常盤
- DOCUMENT "on eST"